# Hōkyō-ji
Le Hōkyō-ji (宝慶寺) est un temple bouddhiste zen de l'école sōtō fondé vers 1278 à Ōno, préfecture de Fukui au Japon.

## Histoire et fondation
Le moine chinois Jakuen quitte le monastère de Eihei-ji en 1261. Il médite en solitaire avec les animaux sauvages au pied du mont Ginnanpo à environ 25 km de là. Un jour, Ijira Tomotoshi, un des chefs du clan Fujiwara responsable du district d'Ōno de Fukui, le rencontre par hasard au cours d'une chasse et lui offre son soutien financier. En 1278, Tomotoshi, fils de Tomanari, construit un temple pour Jakuen qui, apparemment, désire vénérer son maître Rujing, en donnant au temple le nom de Hōkyō, qui est aussi celui de l'ère, en Chine, durant laquelle Dôgen avait étudié le zen auprès de son maître Rujing.
Giun, élève de Jakuen et futur héritier dharma, rejoint le Hōkyō-ji en 1279, où il succède à Jakuen en tant qu'abbé au décès de celui-ci en 1299, et ce pendant quinze ans. Plus tard, Giun se rend au Eihei-ji où il reste pendant dix-huit ans.
Keizan y arrive en 1282, lorsqu'il devient ino. En étudiant avec Jakuen, Keizan connaît l'illumination au Hōkyō-ji en 1285.

## Trésors du Hōkyō-ji

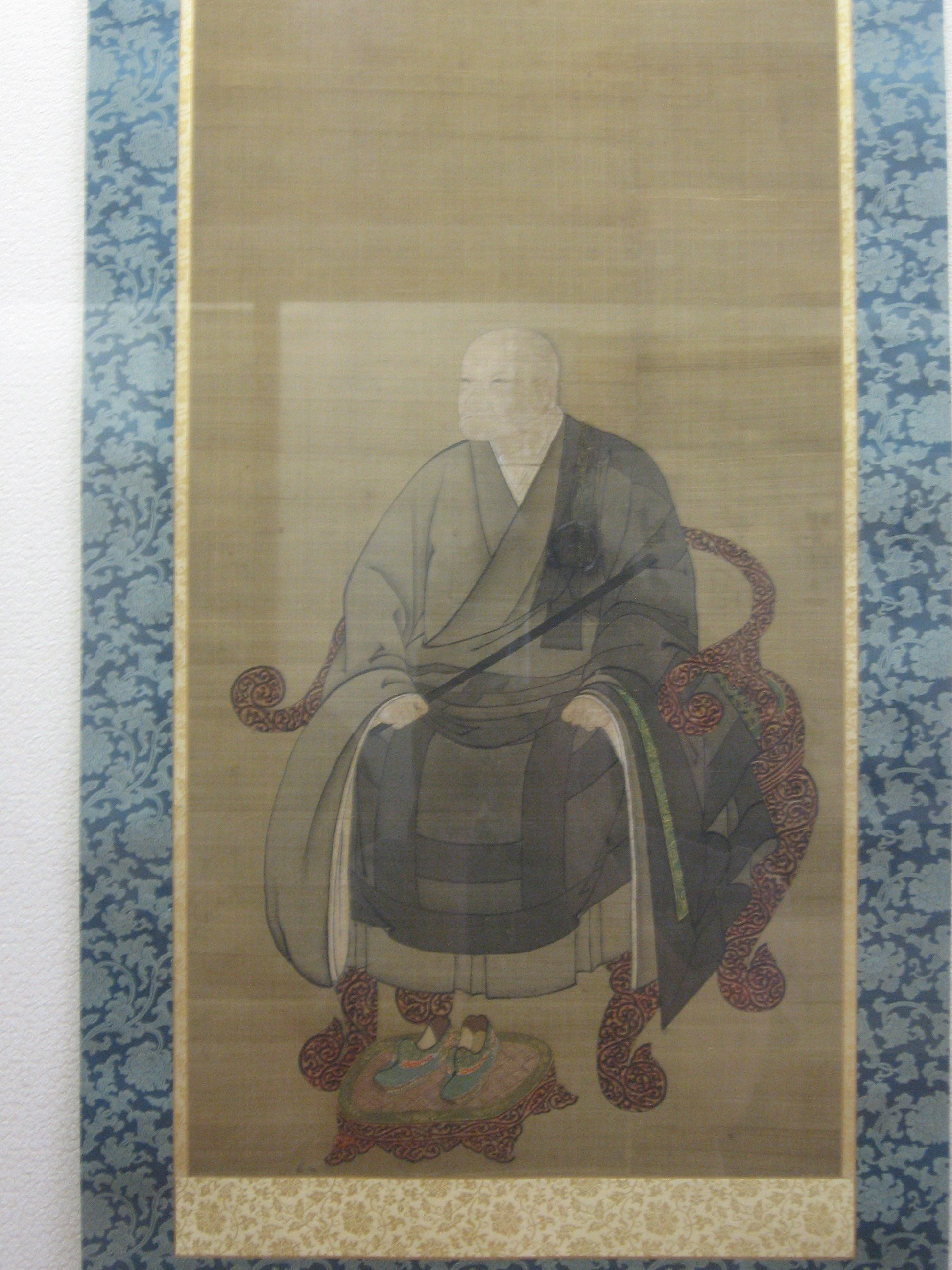
Jakuen, l'abbé fondateur
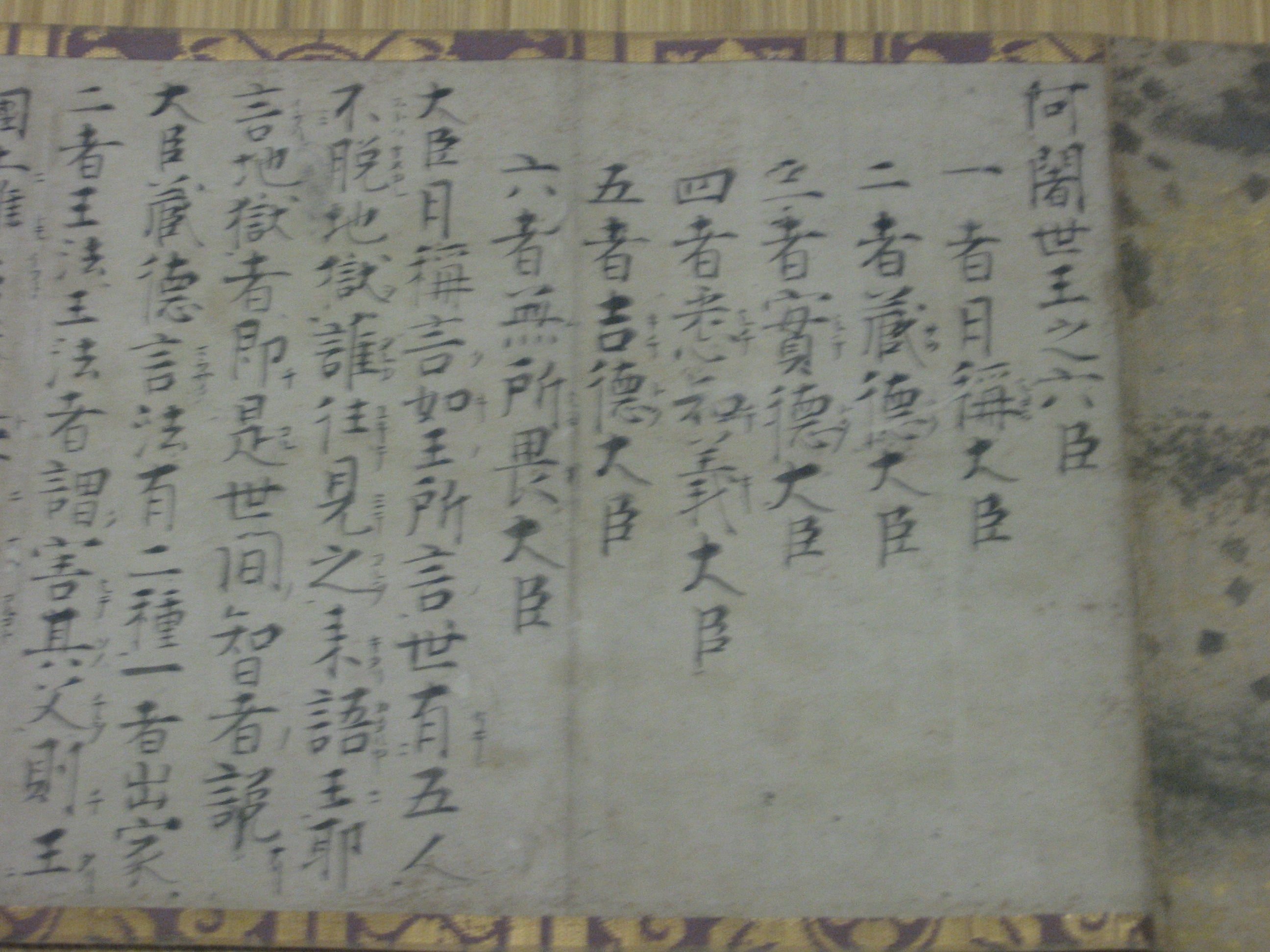
Texte de la main de Dōgen
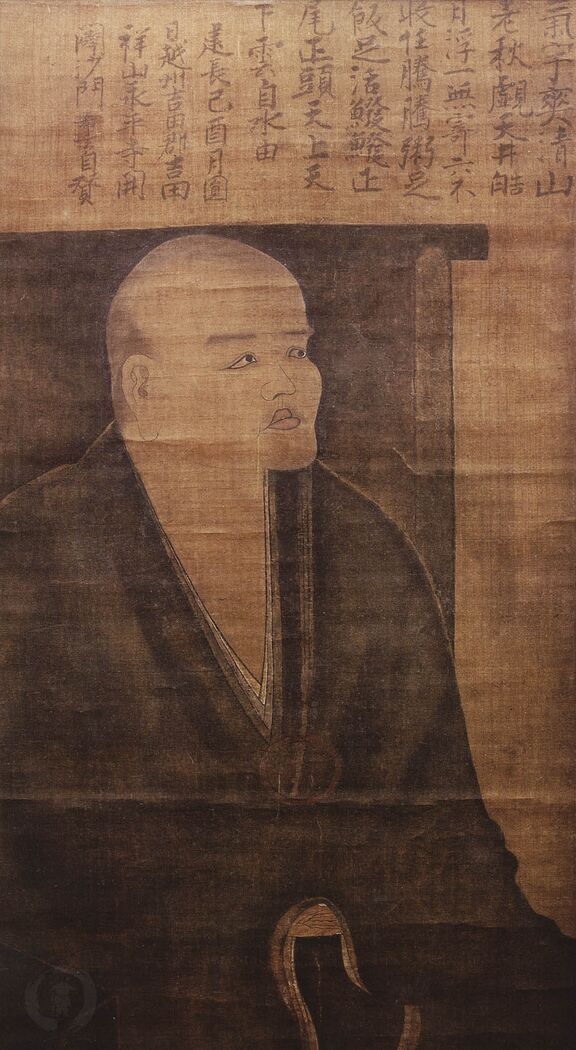
Dōgen contemplant la Lune